# Živoroděnka svítivá
Živoroděnka svítivá (latinsky: Poeciliopsis prolifica, slovensky: živorodka skvostná, anglicky: Blackstripe livebearer, Prolific toothcarp). Rybu poprvé popsal v roce 1960 americký ichtyolog Robert Rush Miller (23. duben 1916 – 10. únor 2003). Od 40. let do 90. let 20. století patřil mezi významné členy hnutí ochránců přírody (anglicky: Conservation movement). Ryba se snadno a rychle množí, od toho je odvozeno její jméno prolifica, z latinského proles, tedy potomek a ferax, tedy velmi, často.

## Popis
Ryba je slabší tělesné konstituce. Základní zbarvení je proměnlivé, většinou bývá olivově zelené nebo šedé, někdy se zelenožlutým nebo modro-žlutým leskem. Samec dorůstá 10 – 18 mm, samička 15 – 40 mm. Pohlaví ryb je snadno rozeznatelné: samci mají pohlavní orgán gonopodium, samice klasickou řitní ploutev.

## Biotop
Ryba žije ve sladkých vodách jižní a střední Ameriky, resp. z Mexika, kde se vyskytuje pouze na východní straně Kalifornského zálivu, mezi státy Sonora, v Rio Yaqui a Nayarit u pobřeží San Blas. Zde žije v mělké vodě, je tolerantní k brakické vodě. Výjimečně se vyskytuje ve vodách do hloubky 2 m. Ryba se vyskytuje v potocích, brakických lagunách, v ústích řek a v mangrovové oblasti, kde je dno s pískem, blátem nebo štěrkem. Mezinárodní svaz ochrany přírody označil tuto rybu za „téměř ohroženou“.

## Chov v akváriu
- Chov ryby: Ryba je vhodná pro mini akvária. Doporučuje se chovat v hejnu, 1 samec na 3 až 4 samice.[4]
- Teplota vody: 18–25 °C,[4]
- Kyselost vody: 7,0–8,0 pH[4]
- Tvrdost vody: 2–10 °dGH[4]
- Krmení: Jedná se o všežravou rybu, přijímá tedy umělé vločkové krmivo, mražené krmivo, drobné živé krmivo (nítěnky, plankton), rostlinnou potravu, řasy. Ryba upřednostňuje drobnou živou potravu.[4][9]
- Rozmnožování: V případě P. prolifica se perikardiální vak rozšíří do podoby „břišního vaku“. Uvnitř se tvoří folikulární placenta. Ve vaječníku může současně růst až pět snůšek jiker v různých stádiích vývoje.[10] Mláďata rodí v kratších intervalech.[4]